# Giovanni di Wildeshausen
Giovanni di Wildeshausen (Wildeshausen, 1180 circa – Strasburgo, 4 novembre 1252) è stato il quarto maestro generale dell'Ordine dei Frati Predicatori.

## Biografia
Precedentemente fu Provinciale in Ungheria dal 1231 al 1233 e vescovo di Bosnia dal 1233 al 1237. Inviato di papa Gregorio IX presso il principe bulgaro Asen II nel 1237, quindi Provinciale di Lombardia dal 1238 al 1240. Nel 1241 venne eletto Frater more magister episcopus a Parigi. Era in grado di predicare in cinque lingue ed aveva ottime relazioni con la Curia romana.
Sotto la sua guida, i capitoli generali decisero due importanti modifiche delle costituzioni: le sedi dei capitoli generali non sarebbero più state solo Bologna e Parigi alternativamente, ma anche altre città; il monopolio dell'università di Parigi venne infranto e, dal 1248, nuovi Studi Generali dell'ordine vennero inaugurati a Montpellier, Bologna, Colonia ed Oxford.
Giovanni provvide anche ad uniformare la liturgia domenicana e a dare all'ordine una maggiore struttura; particolare cura riservò alle missioni ed agli studi.
| Controllo di autorità | VIAF (EN) 102887261 · CERL cnp00295908 · Europeana agent/base/162028 · GND (DE) 102550425 |